# Этноцентризм
Этноцентри́зм (от др.-греч. ἔθνος «народ, племя» + лат. centrum «центр (круга), средоточие») — мировоззрение, рассматривающее собственную культуру как образец, по которому выносятся суждения о людях других культур; «предпочтение своей этнической группы, проявляющееся в восприятии и оценке жизненных явлений сквозь призму её традиций и ценностей». Предполагает принадлежность индивида к ярко выраженной культуре (наличие у него устойчивой идентичности, языка, традиций и обычаев).
Термин ввёл в 1906 году У. Самнер, определив как «видение вещей, при котором своя группа оказывается в центре всего, а все другие соизмеряются с ней или оцениваются со ссылкой на неё». «Характер этноцентризма определяется типом общественных отношений, идеологией, содержанием национальной политики, а также личным опытом индивида». «Этноцентризм как механизм формирования межэтнических, межгрупповых отношений приобрел актуальность в работах Л. Гумпловича, У. Самнера, З. Фрейда и не утратил своё научное значение до сих пор».

## Теоретические знания
Общее понимание этноцентризма как явления в этнологии и кросс-культурных коммуникациях сводится к тому, что другие культуры воспринимаются этносом через призму собственной, по их мнению превосходящей другие культуры и расцениваемой как единственно правильная. По причине того, что большую часть времени люди проживают находясь в одной культуре, она естественным образом превращается в стандарт и создаёт некую когнитивную матрицу, которая и помогает понимать окружающий мир. Собственная культура таким образом становится центром мира и единственным мерилом для всех вещей. А если при этом что-либо не совпадает с собственной системой ценностей, типам поведения, привычными нормам или обычаям собственной культуры, то «считается низкопробным и классифицируется как неполноценное по отношению к своему».
Американские психологи М. Брюэр и Дональд Кэмпбелл выделили основные показатели этноцентризма:
- восприятие элементов своей культуры (норм, ролей и ценностей) как естественных и правильных, а элементов других культур как неестественных и неправильных;
- рассмотрение обычаев своей группы в качестве универсальных;
- представление о том, что для человека естественно сотрудничать с членами своей группы, оказывать им помощь, предпочитать свою группу, гордиться ею и не доверять и даже враждовать с членами других групп.

Т. Г. Стефаненко пишет: «Следует отметить, что среди исследователей нет единодушия в отношении к этноцентризму. Советские обществоведы полагали, что этноцентризм — негативное социальное явление, равнозначное национализму и даже расизму. А многие психологи считают этноцентризм негативным социально-психологическим явлением, проявляющимся в тенденции неприятия всех чужих групп в сочетании с завышенной оценкой собственной группы».
«Будучи в целом явлением, отягощающим отношения между различными социальными группами и их представителями, этноцентризм при этом способствует сохранению их самобытности, закреплению их особенностей. Вне этого явления процесс ассимиляции шел бы гораздо быстрее. К тому же этноцентризм является мощным стимулом внутригрупповой консолидации».
Т. Г. Стефаненко пишет: «Этноцентризм изначально не несёт в себе враждебного отношения к другим группам и может сочетаться с терпимым отношением к межгрупповым различиям. Так, Бруэр и Кэмпбелл обнаружили этноцентризм у всех исследованных ими тридцати этнических общностей в трёх странах восточной Африки. К своей группе представители всех народов относились с большей симпатией, более позитивно оценивали её моральные добродетели и достижения. Но степень выраженности этноцентризма варьировалась. При оценке групповых достижений фаворитизм был значительно более слабым, чем при оценке других аспектов. Треть общностей оценивала достижения, как минимум, одной из чужих групп выше, чем собственные достижения».
А также отмечает: «При анализе этноцентризма, как и любого другого социально-психологического явления, необходимо учитывать социальные факторы. На степень его выраженности более значительное влияние оказывают не особенности культуры, а система социальных отношений общества, объективный характер межэтнических отношений».

## Виды этноцентризма
«Этноцентризм все реже используется для обозначения предубежденности и негативизма в отношениях к иноэтническим группам и, в отличие от терминов „этноэгоизм“, „этнофобизм“, рассматривается прежде всего как тенденция предпочтения своей этногруппы и её представителей в сравнении с другими группами». Существует разделение этноцентризма на 3 вида:
1. Гибкий — изначально не несёт в себе враждебного отношения к другим группам и может сочетаться с терпимым отношением к межгрупповым различиям. Сравнение своей и чужих групп в этом случае происходит в форме сопоставления — миролюбивой нетождественности, по терминологии советского историка и психолога Б. Ф. Поршнева.[8] «Именно принятие и признание различий можно считать наиболее приемлемой формой социального восприятия при взаимодействии этнических общностей и культур на современном этапе истории человечества»[6].
2. Противопоставление: «Межэтническое сравнение может выражаться в форме противопоставления, что предполагает, по меньшей мере, предвзятость по отношению к другим группам. Индикатором такого сравнения являются полярные образы, когда члены этнической группы приписывают себе только позитивные качества, а „чужакам“ — только негативные. Наиболее ярко противопоставление проявляется в зеркальном восприятии, когда члены двух конфликтующих групп приписывают идентичные положительные черты себе, а идентичные пороки — соперникам».[9]
3. Воинственный (или негибкий) — «выражается в ненависти, недоверии, страхе и обвинении других групп за собственные неудачи» и «неблагоприятен и для личностного роста, ведь с его позиций воспитывается любовь к родине, к ребёнку»,[6] как отмечает Э. Эриксон: «внушают убеждение, что именно его „вид“ входил в замысел творения всеведущего Божества, что именно возникновение этого вида было событием космического значения и что именно он предназначен историей стоять на страже единственно правильной разновидности человечества под предводительством избранной элиты и вождей».[10]

Т. Г. Стефаненко пишет:
"Некоторые исследователи основную причину разной степени этноцентричности видят в особенностях той или иной культуры. Существуют данные, что тесно связанные со своей группой представители коллективистических культур более этноцентричны, чем члены культур индивидуалистических. Однако рядом психологов было обнаружено, что именно в коллективистических культурах, где превалируют ценности скромности и гармонии, межгрупповая предвзятость выражена слабее, например, полинезийцы демонстрируют меньшее предпочтение своей группы, чем европейцы. […] Воинственный этноцентризм используется в доктринах, санкционирующих захват и угнетение других народов. Крайняя степень этноцентризма выражается в форме делегитимизации — рассмотрении группы или групп в качестве сверхнегативных социальных категорий, исключаемых из реальности приемлемых норм и ценностей. Делегитимизация максимизирует межгрупповые различия и включает в себя осознание подавляющего превосходства своей группы. Облегчают делегитимизацию различия во внешности, а также в нормах, языке, религии и других аспектах культуры. Её целью является полное разделение своей и чужой групп, вплоть до исключения последней из рода человеческого. Членов чужой группы называют змеями, паразитами, крысами, представляют ведьмами, вампирами, демонами. Все это переводит их в категорию «нелюдей» и позволяет не чувствовать себя аморальными, поступая с ними так, как запрещено поступать с себе подобными людьми: издеваться, превращать в рабов или даже убивать.
Примеры этноцентристской делегитимизации хорошо известны — это отношение первых европейских поселенцев к коренным жителям Америки и отношение к «неарийским» народам в нацистской Германии. Этноцентризм, внедренный в расистскую идеологию превосходства арийцев, оказался тем механизмом, который использовался для вдалбливания в головы немцев идеи, что евреи, цыгане и другие меньшинства — не имеющие права на жизнь «недочеловеки».

## Современный этап
Социолог Ж. В. Султанова отмечала:
Мир, в котором мы живем, полиэтничен. Этнически гомогенные сообщества являются редким исключением, поэтому в начале XXI века тема межэтнической коммуникации и межкультурного взаимодействия становится первостепенной как в мировом (глобальном), так и в национальном (локальном) измерениях. […] В современных условиях, с укреплением в сознании людей необходимости своей этнической идентичности, проблема этноцентризма проявляется наиболее остро (во многом связанной с дестабилизацией многих сфер общественной жизни). Возрождение этноязыка, этнорелигиозных традиций и обычаев вызвали межэтническое расслоение общества, когда этнические конфликты и противоречия стали ежедневной реальностью. Яркий пример тому — появление так называемых «горячих точек» (Нагорный Карабах, Ингушетия, Чечня, Южная Осетия, Украина, Сирия и другие), наличие длительных незатухающих межэтнических конфликтов с использованием вооруженных сил (Палестино-Израильский конфликт, события в Югославии, Индии). […] Этноцентризм имеет корни в искажении группового самосознания, в трансформации позитивной этнической идентичности в результате действия огромного количества исторических, экономических, социальных, политических, религиозных и идеологических факторов. […] Этноцентризм в любых формах своего проявления препятствует нормальному взаимодействию этнических групп, их успешной этнокультурной адаптации. […] Этноцентризм результат негативной трансформации этнической идентичности, выражающийся в наличии в сознании индивида совокупности установок о бесспорном превосходстве и преимуществе культуры своей этнической группы над другими культурами, в конечном итоге, ведет к неприязни в межэтнических отношениях.
Н. М. Лебедева указала: «Общее правило гласит: чем больше культурные или поведенческие различия, тем больше потенциальный негативизм их оценки». А М. С. Мальцева отметила: «Поэтому некоторые ученые считают, что сравнительный метод — глубинно-этноцентричный по своей сути и зачастую — это другой способ расположения людей все в той же иерархии во главе с собственной культурой. Другие ученые видят опасность в том, что, изучая культуру, многие социальные исследователи находят параллели с прошлым своей собственной культуры, невольно опять-таки поддаваясь соблазну рассматривать её на верху иерархии. Тем не менее этому необходимо сопротивляться и осознание собственного этноцентризма — первый шаг к свободе от него».